# Мартіньш Пенікіс
Мартіньш Пенікіс (латис. Mārtiņš Peniķis, *6 листопада 1874, село Кьоніня - †28 лютого 1964, Рига) - генерал армії Латвії, в період з 1921 по 1924 рік і з 1928 по 1934 рік - командувач Національними збройними силами Латвії. Кавалер ордена Трьох зірок і ордена Лачплесіса.

## Біографія
Народився 6 листопада 1874 року. Початкову освіту отримав в міській школі Кулдига. 
У 1896 році він поступив на службу в російську імператорську армію і служив в 133-му піхотному полку Сімферополя. У 1900 році він почав навчання у військовій школі, яку закінчив у 1902 році. Був призначений в 121-й Харківський піхотний полк в чині підпоручика. Під час Російсько-Японської війни він брав участь у багатьох битвах. У 1913 році він був прийнятий у Військову академію Миколая.

### Перша Світова війна
На ранніх стадіях Першої Світової війни Пенікіс служив командиром роти в Галичині і брав участь в боях по всьому Кракові. Він був поранений в грудня 1914. У 1915 році був підвищений у званні до полковника, брав участь у боях в Білорусі. Восени 1916 року він  став командиром 2-го Ризького латиського полку стрільців. Після Жовтневої революції, Пенікіс покинув армію і залишився в зайнятому німцями Відземі, де він був інтернований. Він був випущений в листопаді 1918 року.

### Боротьба за незалежність Латвії
У грудні 1918 року вступив в нову латвійську армію і став командиром військового округу Курземе. У червні 1919 року став командиром всіх латвійських підрозділів по всій Лієпаї. У вересні він став начальником всіх військових шкіл, але коли атакували Бермонтіас, повернувся до активної службі. Він став командиром 2-го відділу Відземе. 10 листопада, його дивізія почала масову контратаку і звільнили Торнякалнс та інші частини Пардаугави. Пізніше він брав участь у визволенні Латгалії. У серпні 1920 року Пенікіс отримав звання генерала і став начальником штабу латвійської армії.
З 1921 по 1924 генеральний інспектор армії. З 1928 по 1934 він був головнокомандувачем латвійської армії. У 1934 році досяг граничного віку служби і пішов у відставку. Досліджував історію Латвії і працював військовим викладачем. Він опублікував кілька книг про військову історію.

### Німецька та радянська окупація Латвії
Після нацистської окупації Латвії Мартіньшу запропонували посаду генерального інспектора новоствореного латиського легіону, однак він відмовився від пропозиції. Наприкінці Другої Світової війни він емігрував до Німеччини, проте в 1945 році він вирішив повернутися в Латвію окуповану совєцьким режимом. Він не був репресований і продовжив дослідження військової історії. 
Мартіньш Пенікіс помер 18 лютого 1964 в Ризі. Він похований на Лісовому кладовищі.